# Єраполь
Єра́поль, Єра́поліс (грец. Ἱεράπολις — «Святе місто»), Гієраполь, Гієраполіс (лат. Hierapolis) — античне місто, що розташувалось в історичній області Фригія в Малій Азії. Наразі руїни стародавнього міста лежать на околицях міста Памуккале у Туреччині та входять до списку Світової Спадщини ЮНЕСКО. Місто відоме тим, що саме в ньому було страчено Апостола Пилипа.

## Історія
Перші будівлі на місці Єраполя з'явилися у II тисячолітті до н. е.
Цар Пергаму Евмен II у 190 році до н. е. побудував нове місто на цій місцевості та назвав його Єраполь. Згодом місто було зруйноване та відбудоване знову.
В 133 році до н. е. місто перейшло під владу Риму.
Місто сильно постраждало внаслідок землетрусу в 17 році н. е. Єраполь було знову відбудовано, а з 60-х років I ст. н. е. місто набуло популярності з-поміж римської аристократії як курорт.
Місто відіграло важливу роль у розповсюдженні християнства. В Єраполі загинув один з 12 апостолів — святий Пилип.
У 395 році місто переходить під управління Візантії. Костянтин Великий зробив місто столицею Фригії й одночасно центром єпископства.
У 1097 році місто було передане османському султанові як військова компенсація. Надалі Єраполь разом з розташованими поряд містами Лаодикія і Колоси був спірною територією й кілька разів переходить з рук в руки. Остаточно місто перейшло під владу турків у 1210 році.
У 1534 році потужний землетрус остаточно зруйнував місто.

## Історія дослідження
Перші розкопки в Єраполі проводилися групою німецьких археологів на чолі з Карлом Хуманном. Результати були опубліковані в 1897 році.
Сучасний етап досліджень Єраполя розпочався в 1957 році. Інститут Археології Італії відправив на розкопки групу археологів на чолі з професором Паоло Верзоне. З 1973 року і дотепер групою проводяться реставраційні роботи.

## Визначні пам'ятки

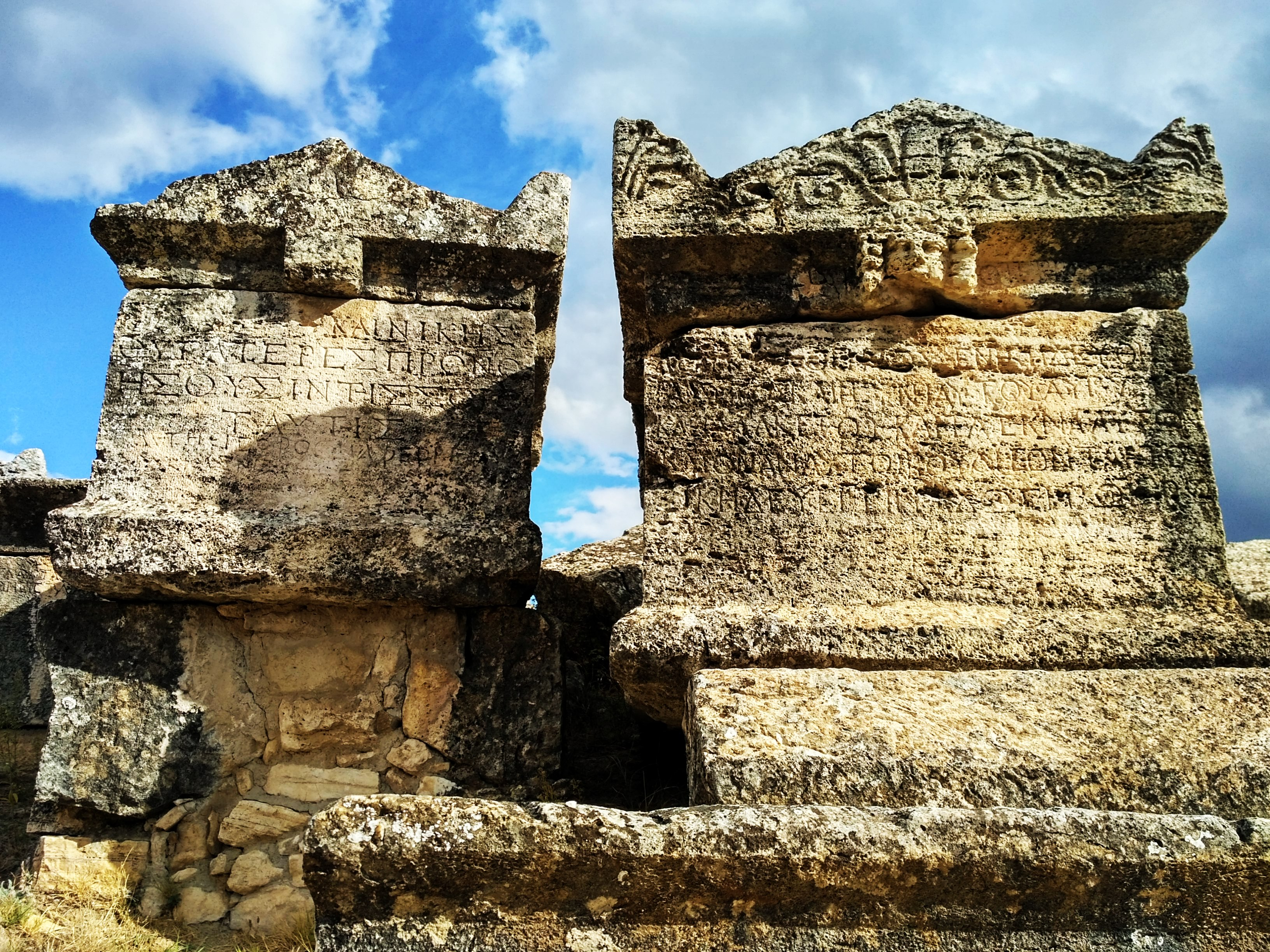

- Некрополь — найбільший античний некрополь на території Туреччини;
- Басейн Клеопатри — діючий басейн з мінеральною водою;
- Театр — один з найбільших античних амфітеатрів у Туреччині, що збереглися до наших днів, на 16 тисяч глядачів. Тепер реставрується;
- Мартиріум святого Пилипа — руїни мартирія — споруди на честь полеглих в ім'я віри людей — св. Пилипа, одного з апостолів, загиблого в Єраполі 87 року н. е;
- Храм Аполона — руїни храму Апполона, найбільшого храму в місті;
- Травертен — масштабні вапняні відкладення, див. Памуккале.

## Галерея

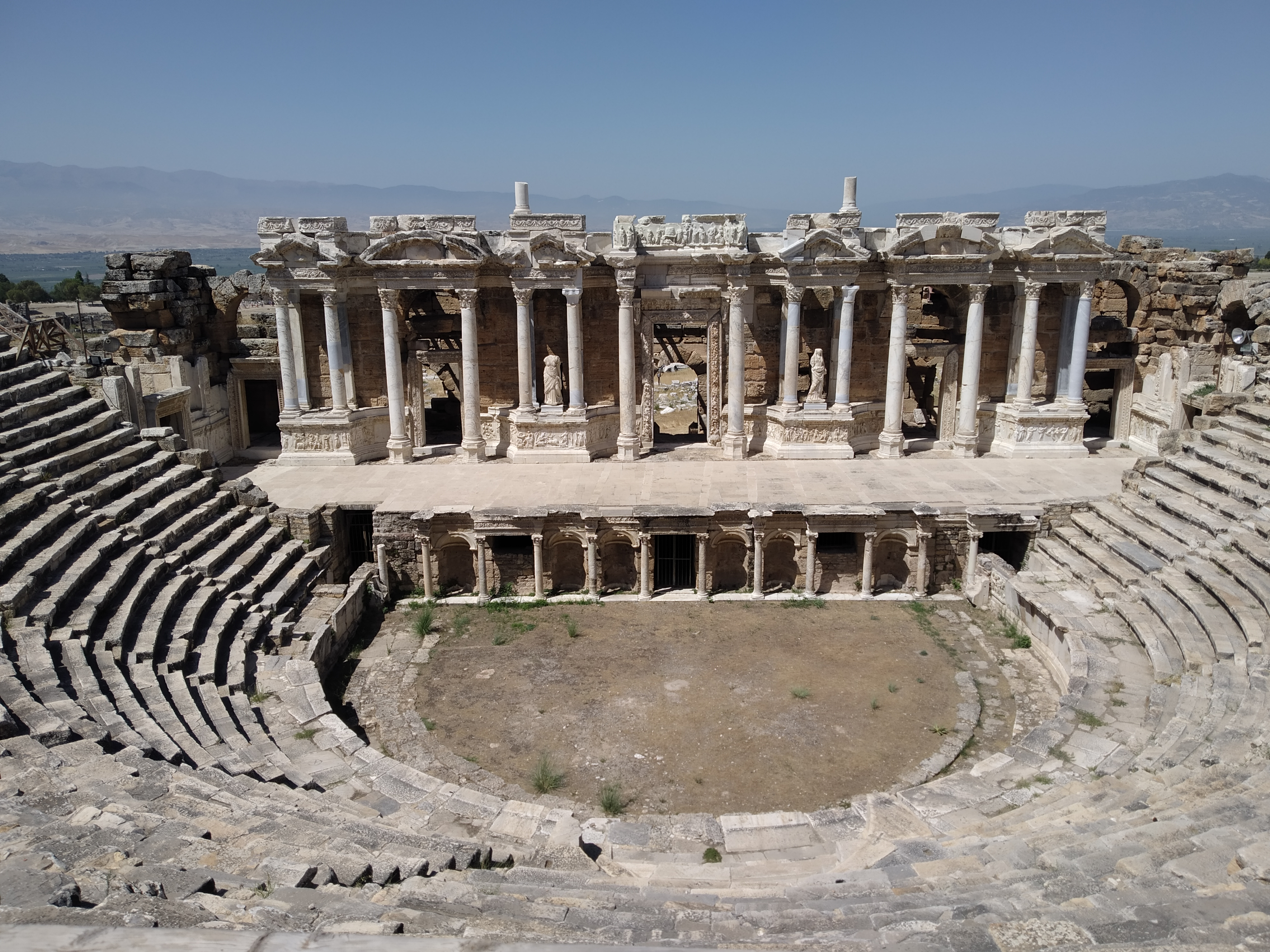
Античний театр у Єраполі
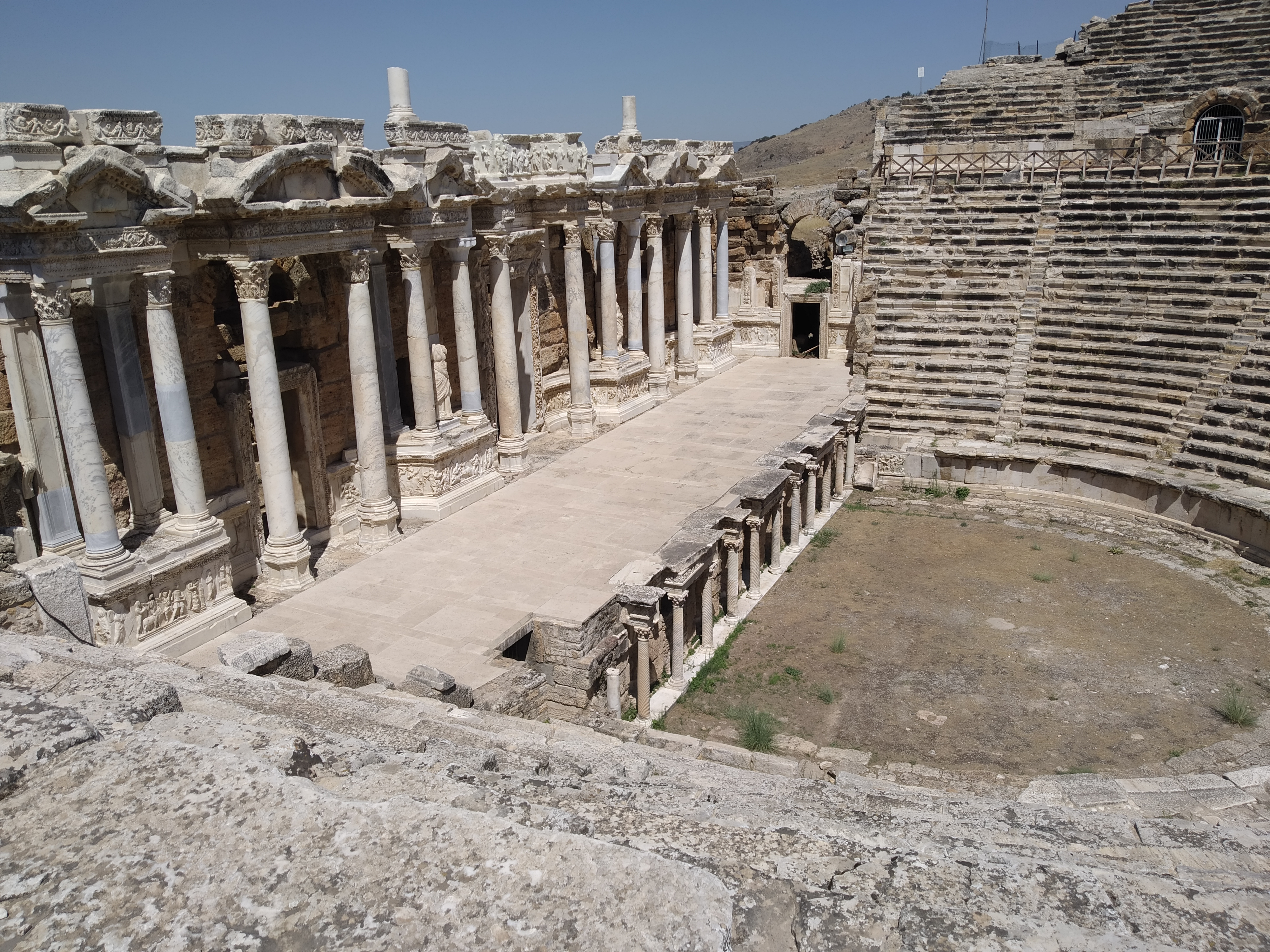
Античний театр у Єраполі
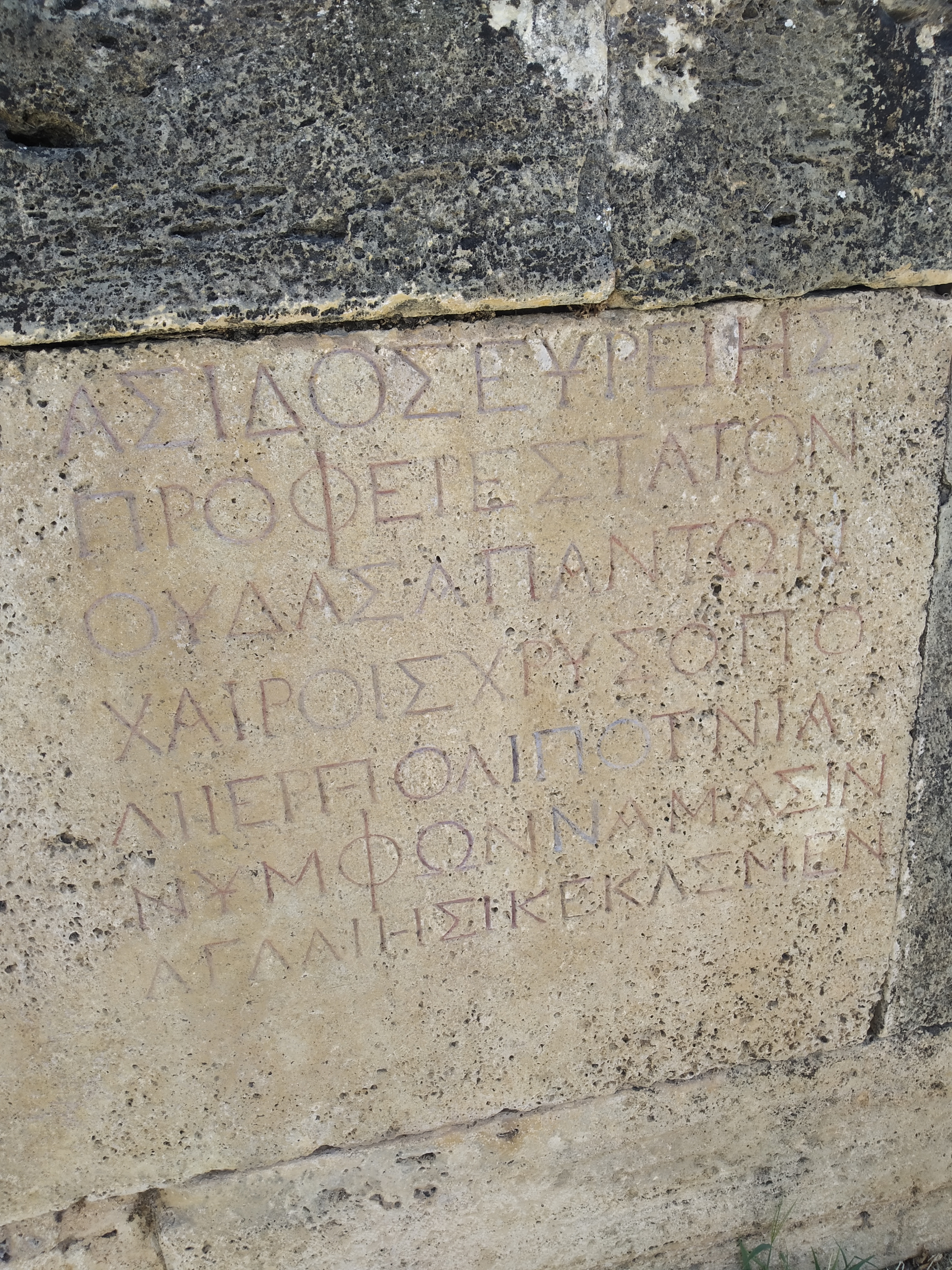
Напис на камені в амфітеатрі